# Siobhan Chamberlain
Siobhan Rebecca Chamberlain (* 15. August 1983 in London) ist eine ehemalige englische Fußballspielerin. Die Torfrau spielte zuletzt 2018 für den englischen Verein Manchester United und von 2004 bis 2018 für die englische Nationalmannschaft.

## Karriere

### Vereine
Im Mai 2013 erreichte sie mit Bristol das Pokalfinale, trotz guter Leistung verloren sie dieses aber mit 0:3 gegen Arsenal.
2014 wechselte sie dann zu Arsenal, konnte sich aber gegen die irische Nationaltorhüterin Emma Byrne nicht durchsetzen und kam 2014 nur zu einem Einsatz. Auch 2015 blieb es bei einem Spiel, sie wechselte daraufhin auf Leihbasis zu Notts County Ladies FC, da sich deren Stammtorhüterin Carly Telford während der WM eine Schulterverletzung zugezogen hatte. Letztlich konnte sie aber Telford nicht verdrängen und hatte nur zwei Einsätze. Erst bei der nächsten Station, den Liverpool FC Women wurde sie drei Spielzeiten lang Stammtorhüterin. Dann wechselte sie zum neuen Zweitligisten Manchester United und half mit als Meister in die FA Women’s Super League aufzusteigen. In der Saison 2019/20 konnte sie aufgrund ihrer Schwangerschaft nicht eingesetzt werden. Im Januar wurde sie Mutter einer Tochter und im Juli 2020 beendete sie ihr Engagement bei ManU. Im September gab sie dann ihr Karriereende bekannt um sich auf ihr Masterstudium und ihre Tätigkeit in den Medien zu konzentrieren.

### Nationalmannschaft
Ihr erstes A-Länderspiel machte sie am 22. September 2004 gegen die Niederlande.
Sie nahm als Ersatztorhüterin an der WM 2007 und der EM 2009 teil und wurde für die WM 2011 nominiert, aber nicht eingesetzt.
Beim Zypern-Cup 2014, den England als Zweiter abschloss, stand sie aufgrund der Verletzung der beiden Stammtorhüterinnen in allen vier Spielen im Tor und musste nur im Finale gegen Frankreich zwei Tore hinnehmen.
2015 gehörte sie zunächst zum Kader der den Zypern-Cup 2015 gewann, wobei sie im Finale gegen Kanada im Tor stand, und dann zum Kader für die WM in Kanada. Sie wurde aber nur einmal eingewechselt als Stammtorhüterin Karen Bardsley im Viertelfinale gegen Kanada wegen einer Augenverletzung beim Stand von 2:1 ausgewechselt werden musste. Sie blieb ohne Gegentor, im unglücklich verlorenen Halbfinale gegen Titelverteidiger Japan nahm Bardsley aber wieder ihren Platz ein. Ihrer Mannschaft gelang dann im Spiel um Platz 3 erstmals ein Sieg gegen Deutschland.
2016 wurde sie für den SheBelieves Cup und zwei Freundschaftsspiele am Jahresende nominiert, aber nicht eingesetzt. Dafür wurde sie in zwei Qualifikationsspielen zur EM 2017 eingesetzt. Bei der Endrunde stand sie bei drei Spielen im Tor. Im Viertelfinale gegen Frankreich kam sie in der 75. Minute ins Spiel, weil sich Karen Bardsley das Bein brach.
In der nach der EM begonnenen Qualifikation für die WM 2019 wurde sie in den ersten beiden Spielen eingesetzt. Beim SheBelieves Cup 2018 stand sie beim 2:2 gegen Deutschland im Tor. Es war für sie das 50. Länderspiel. Danach wurde sie nur noch für zwei Freundschaftsspiele im Oktober für die verletzte Bardsley nachnominiert, aber nicht eingesetzt.

## Erfolge
- Sieg beim  Zypern-Cup 2015
- WM-Dritte 2015
- Women's Championship Siegerin 2018/19
- Englische Pokalsiegerin 2013/14 (ohne Finaleinsatz)